# 鲁普勒希茨霍芬
鲁普勒希茨霍芬是奥地利下奥地利州梅尔克县的一个市镇。总面积30.51平方公里，总人口2245人，人口密度73.6人/平方公里（2005年）。